# ادوارد مک‌داول
 ادوارد مک‌داول (انگلیسی: Edward MacDowell؛ ۱۸ دسامبر ۱۸۶۰ – ۲۳ ژانویهٔ ۱۹۰۸) یک آهنگساز اهل ایالات متحده آمریکا بود.